# Temporada 2021 del Campeonato del Mundo de Moto2
La temporada 2021 del Campeonato del Mundo de Moto2 fue la 12.ª edición de este campeonato creado en 2010. Este campeonato fue parte de la 73.ª edición del Campeonato del Mundo de Motociclismo.
Esta temporada estará marcada por el retiró del suizo Thomas Lüthi. Lüthi de sus 20 años de trayectoria en el Campeonato del Mundo de Motociclismo, 14 los disputó en la categoría intermedia y 11 de ellos en Moto2. En Moto2, Lüthi logró 12 victorias, 53 podios, 7 poles y 18 vueltas rápidas, siendo hasta su retiro el piloto con más victorias y vueltas rápidas en la categoría.

## Calendario
El 6 de noviembre de 2020, la FIM hizo pública la propuesta de calendario para 2021, que modificó el 22 de enero de 2021.
| Ronda                                             | Gran Premio                                               | Circuito                                                | Fecha                                              |
| ------------------------------------------------- | --------------------------------------------------------- | ------------------------------------------------------- | -------------------------------------------------- |
| 1                                                 | Barwa Grand Prix of Qatar                                 | Circuito Internacional de Losail, Lusail                | 28 de marzo                                        |
| 2                                                 | Tissot Grand Prix of Doha                                 | Circuito Internacional de Losail, Lusail                | 4 de abril                                         |
| 3                                                 | Grande Prémio 888 de Portugal                             | Autódromo Internacional do Algarve, Portimão            | 18 de abril                                        |
| 4                                                 | Gran Premio Red Bull de España                            | Circuito de Jerez, Jerez de la Frontera                 | 2 de mayo                                          |
| 5                                                 | Shark Grand Prix de France                                | Circuito de Bugatti, Le Mans                            | 16 de mayo                                         |
| 6                                                 | Gran Premio d'Italia Oakley                               | Autódromo Internacional del Mugello, Scarperia          | 30 de mayo                                         |
| 7                                                 | Gran Premi Monster Energy de Cataluña                     | Circuito de Barcelona-Cataluña, Montmeló                | 6 de junio                                         |
| 8                                                 | Liqui Moly Motorrad Grand Prix Deutschland                | Sachsenring, Hohenstein-Ernstthal                       | 20 de junio                                        |
| 9                                                 | Motul TT Assen                                            | Circuito de Assen, Assen                                | 27 de junio                                        |
| 10                                                | Michelin® Grand Prix of Styria                            | Red Bull Ring, Spielberg                                | 8 de agosto                                        |
| 11                                                | Bitci Motorrad Grand Prix von Österreich                  | Red Bull Ring, Spielberg                                | 15 de agosto                                       |
| 12                                                | Monster Energy British Grand Prix                         | Circuito de Silverstone, Silverstone                    | 29 de agosto                                       |
| 13                                                | Gran Premio Tissot de Aragón                              | MotorLand Aragón, Alcañiz                               | 12 de septiembre                                   |
| 14                                                | Gran Premio Octo di San Marino e della Riviera di Rimini  | Misano World Circuit Marco Simoncelli, Misano Adriatico | 19 de septiembre                                   |
| 15                                                | Red Bull Grand Prix of The Americas                       | Circuito de las Américas, Austin, Texas                 | 3 de octubre                                       |
| 16                                                | Gran Premio Nolan del Made in Italy e dell'Emilia-Romagna | Misano World Circuit Marco Simoncelli, Misano Adriatico | 24 de octubre                                      |
| 17                                                | Grande Prémio do Algarve                                  | Autódromo Internacional do Algarve, Portimão            | 7 de noviembre                                     |
| 18                                                | Gran Premio Motul de la Comunitat Valenciana              | Circuito Ricardo Tormo, Valencia                        | 14 de noviembre                                    |
| Grandes Premios de reserva                        |                                                           |                                                         |                                                    |
| 1                                                 | Gran Premio de Indonesia                                  | Circuito Urbano Internacional de Mandalika, Lombok      | Circuito Urbano Internacional de Mandalika, Lombok |
| Grandes Premios cancelados                        |                                                           |                                                         |                                                    |
| -                                                 | Gran Premio de la República Argentina                     | Autódromo Termas de Río Hondo, Santiago del Estero      | 11 de abril                                        |
| -                                                 | Michelin® Grand Prix of Finland                           | KymiRing, Kymenlaakso                                   | 11 de julio                                        |
| -                                                 | Motul Grand Prix of Japan                                 | Twin Ring Motegi, Motegi                                | 3 de octubre                                       |
| -                                                 | OR Thailand Grand Prix                                    | Circuito Internacional de Chang, Buriram                | 17 de octubre                                      |
| -                                                 | Red Bull Australian Motorcycle Grand Prix                 | Circuito de Phillip Island, Phillip Island              | 24 de octubre                                      |
| -                                                 | Malaysia Motorcycle Grand Prix                            | Circuito Internacional de Sepang, Selangor              | 24 de octubre                                      |
| Notas: Actualizado a 22 de enero de 2021 1. 2. 3. |                                                           |                                                         |                                                    |

### Cambios en el calendario
- Se vuelve al formato de calendario habitual tras los cambios realizados en 2020 como consecuencia de la pandemia de COVID-19. Desaparecen del calendario, por ello, los Grandes Premios de Andalucía, Estiria, la Emilia Romaña, Teruel y Europa.
- Desaparece el Gran Premio de la República Checa, disputado en el Autódromo de Brno y presente en el calendario desde la temporada 1993.[11][12]
- El Gran Premio de Finlandia, que estaba previsto que volviese en la temporada 2020, hace finalmente su primera aparición desde 1982 en el nuevo circuito Kymi Ring.
- Desaparece el conocido como "triplete asiático" en octubre, adelantando el Gran Premio de Japón a principios de octubre y celebrándose antes del Gran Premio de Tailandia.
- Se aplazan los Grandes Premios de Argentina y las Américas debido a la pandemia del COVID-19 siendo sustituidas por un segundo Gran Premio en Catar y otro en el circuito de Portimão.[13][14]
- Se cancela el Gran Premio de Finlandia debido a la pandemia de COVID-19 y a las complicaciones para viajar a Finlandia. Su lugar en el calendario es ocupado por el Gran Premio de Estiria, prueba que debutó en el campeonato la temporada pasada para suplir a los grandes premios que fueron cancelados por la pandemia de COVID-19.[15]
- Se cancela el Gran Premio de Japón debido a las restricciones de viaje del páis nipón, su lugar en el calendario es ocupado por el Gran Premio de las Américas.[16][17][18]
- Se cancela el Gran Premio de Australia debido a las complicaciones de mantener la burbuja anti-COVID-19 en el extranjero, siendo sustituida por un segundo gran premio en Portugal, el Grande Prémio do Algarve.[19]
- Se cancela el Gran Premio de Tailandia debido a las resricciones de viaje presentes en el país asiático.[20]
- El Gran Premio de Malasia fue cancelado debido a la Pandemia de Covid-19 y a las complicaciones de viaje y restricciones logísticas. Su lugar en el calendario fue ocupado por una segunda ronda en Misano.[21]

## Equipos y pilotos
| Equipo                                                                                                 | Constructor | Moto            | N.º | Piloto                | Rondas             |
| --- | ----------- | --------------- | --- | --------------------- | ------------------ |
| American Racing                                                                                        | Kalex       | Kalex Moto2     | 6   | Cameron Beaubier      | Todas              |
| American Racing                                                                                        | Kalex       | Kalex Moto2     | 42  | Marcos Ramírez        | Todas              |
| Elf Marc VDS Racing Team                                                                               | Kalex       | Kalex Moto2     | 22  | Sam Lowes             | Todas              |
| Elf Marc VDS Racing Team                                                                               | Kalex       | Kalex Moto2     | 37  | Augusto Fernández     | Todas              |
| Federal Oil Gresini Moto2                                                                              | Kalex       | Kalex Moto2     | 11  | Nicolò Bulega         | Todas              |
| Federal Oil Gresini Moto2                                                                              | Kalex       | Kalex Moto2     | 21  | Fabio Di Giannantonio | Todas              |
| Cerba Promoracing Team                                                                                 | Kalex       | Kalex Moto2     | 18  | Xavier Cardelús       | 13                 |
| Flexbox HP40                                                                                           | Kalex       | Kalex Moto2     | 2   | Alonso López          | 8                  |
| Flexbox HP40                                                                                           | Kalex       | Kalex Moto2     | 40  | Héctor Garzó          | 1-7, 9-18          |
| Flexbox HP40                                                                                           | Kalex       | Kalex Moto2     | 62  | Stefano Manzi         | Todas              |
| IDEMITSU Honda Team Asia                                                                               | Kalex       | Kalex Moto2     | 35  | Somkiat Chantra       | Todas              |
| IDEMITSU Honda Team Asia                                                                               | Kalex       | Kalex Moto2     | 79  | Ai Ogura              | 1-17               |
| Pertamina Mandalika SAG Team                                                                           | Kalex       | Kalex Moto2     | 12  | Thomas Lüthi          | Todas              |
| Pertamina Mandalika SAG Team                                                                           | Kalex       | Kalex Moto2     | 20  | Dimas Ekky Pratama    | 18                 |
| Pertamina Mandalika SAG Team                                                                           | Kalex       | Kalex Moto2     | 64  | Bo Bendsneyder        | Todas              |
| Pertamina Mandalika SAG Euvic                                                                          | Kalex       | Kalex Moto2     | 74  | Piotr Biesiekirski    | 7, 13, 17          |
| Pertamina Mandalika SAG Teluru                                                                         | Kalex       | Kalex Moto2     | 29  | Taiga Hada            | 11                 |
| Italtrans Racing Team                                                                                  | Kalex       | Kalex Moto2     | 16  | Joe Roberts           | Todas              |
| Italtrans Racing Team                                                                                  | Kalex       | Kalex Moto2     | 19  | Lorenzo Dalla Porta   | 1-14               |
| Italtrans Racing Team                                                                                  | Kalex       | Kalex Moto2     | 27  | Mattia Casadei        | 16                 |
| Italtrans Racing Team                                                                                  | Kalex       | Kalex Moto2     | 45  | Tetsuta Nagashima     | 15, 17-18          |
| Liqui Moly Intact GP                                                                                   | Kalex       | Kalex Moto2     | 14  | Tony Arbolino         | Todas              |
| Liqui Moly Intact GP                                                                                   | Kalex       | Kalex Moto2     | 23  | Marcel Schrötter      | Todas              |
| Petronas Sprinta Racing                                                                                | Kalex       | Kalex Moto2     | 17  | John McPhee           | 13                 |
| Petronas Sprinta Racing                                                                                | Kalex       | Kalex Moto2     | 77  | Adam Norrodin         | 12                 |
| Petronas Sprinta Racing                                                                                | Kalex       | Kalex Moto2     | 96  | Jake Dixon            | 1-11, 14-18        |
| Petronas Sprinta Racing                                                                                | Kalex       | Kalex Moto2     | 97  | Xavi Vierge           | Todas              |
| Red Bull KTM Ajo                                                                                       | Kalex       | Kalex Moto2     | 25  | Raúl Fernández        | Todas              |
| Red Bull KTM Ajo                                                                                       | Kalex       | Kalex Moto2     | 87  | Remy Gardner          | Todas              |
| SKY Racing Team VR46                                                                                   | Kalex       | Kalex Moto2     | 13  | Celestino Vietti      | Todas              |
| SKY Racing Team VR46                                                                                   | Kalex       | Kalex Moto2     | 72  | Marco Bezzecchi       | Todas              |
| VR46 Master Camp Team                                                                                  | Kalex       | Kalex Moto2     | 81  | Keminth Kubo          | 7                  |
| MV Agusta Forward Racing                                                                               | MV Agusta   | MV Agusta F2    | 7   | Lorenzo Baldassarri   | 1-8, 10-12, 14-18  |
| MV Agusta Forward Racing                                                                               | MV Agusta   | MV Agusta F2    | 10  | Tommaso Marcon        | 2                  |
| MV Agusta Forward Racing                                                                               | MV Agusta   | MV Agusta F2    | 10  | Tommaso Marcon        | 4-6                |
| MV Agusta Forward Racing                                                                               | MV Agusta   | MV Agusta F2    | 18  | Manuel González       | 9, 13              |
| MV Agusta Forward Racing                                                                               | MV Agusta   | MV Agusta F2    | 24  | Simone Corsi          | 1, 4-18            |
| MV Agusta Forward Racing                                                                               | MV Agusta   | MV Agusta F2    | 77  | Miquel Pons           | 3                  |
| NTS RW Racing GP                                                                                       | NTS         | NTS NH7         | 10  | Tommaso Marcon        | 16                 |
| NTS RW Racing GP                                                                                       | NTS         | NTS NH7         | 32  | Taiga Hada            | 4                  |
| NTS RW Racing GP                                                                                       | NTS         | NTS NH7         | 55  | Hafizh Syahrin        | 1-15, 17-18        |
| NTS RW Racing GP                                                                                       | NTS         | NTS NH7         | 70  | Barry Baltus          | 1, 5-18            |
| NTS RW Racing GP                                                                                       | NTS         | NTS NH7         | 89  | Fraser Rogers         | 3                  |
| Inde Aspar Team Solunion Aspar Team Kipin Energy Aspar Team Aspar Team Moto2 QuieroCorredor Aspar Team | Boscoscuro  | Boscoscuro B-21 | 44  | Arón Canet            | Todas              |
| Inde Aspar Team Solunion Aspar Team Kipin Energy Aspar Team Aspar Team Moto2 QuieroCorredor Aspar Team | Boscoscuro  | Boscoscuro B-21 | 75  | Albert Arenas         | Todas              |
| MB Conveyors Speed Up Lightech Speed Up +EGO Speed Up Termozeta Speed Up                               | Boscoscuro  | Boscoscuro B-21 | 2   | Alonso López          | 5, 7, 9            |
| MB Conveyors Speed Up Lightech Speed Up +EGO Speed Up Termozeta Speed Up                               | Boscoscuro  | Boscoscuro B-21 | 5   | Yari Montella         | 1-5, 10-11, 14     |
| MB Conveyors Speed Up Lightech Speed Up +EGO Speed Up Termozeta Speed Up                               | Boscoscuro  | Boscoscuro B-21 | 9   | Jorge Navarro         | Todas              |
| MB Conveyors Speed Up Lightech Speed Up +EGO Speed Up Termozeta Speed Up                               | Boscoscuro  | Boscoscuro B-21 | 54  | Fermin Aldeguer       | 6, 8, 12-13, 15-18 |
| Notas: 1.                                                                                              |             |                 |     |                       |                    |
| Fuente:                                                                                                |             |                 |     |                       |                    |

| Leyenda             | Leyenda |
| ------------------- | ------- |
| Piloto titular      |         |
| Piloto invitado     |         |
| Piloto de reemplazo |         |

- Todos los equipos utilizan neumáticos Dunlop y motores Triumph de 3 cilindros de 765 cc.

### Cambios de constructor
- A partir de esta temporada las motocicletas Speed Up pasaran a llamarse Boscoscuro. Este cambio se debe a que Luca Boscoscuro dueño del equipo y de la marca quiso diferenciarlas a ambas.

### Cambios de equipos
- El Mandalika Racing Team Indonesia anunció el 27 de noviembre de 2020 que ingresarían al campeonato del mundo asociándose con el SAG Team bajo el nombre "Pertamina Mandalika SAG Team", manteniendo a los dos pilotos del SAG Team, Thomas Lüthi y Kasma Daniel.[48] Onexox TKKR anunció el 1 de diciembre de 2020 que se retiraría del Campeonato Mundial de Moto2 para 2021 debido a dificultades de patrocinio y se centraría en sus patrocinios en otros campeonatos.[49]

### Cambios de pilotos
- Después de dos temporadas con el Intact GP, Thomas Lüthi deja el equipo para fichar por el Onexox TKKR SAG Team.
- Tony Arbolino, subcampeón mundial de Moto3 en 2020, hará su debut en Moto2 corriendo para el Liqui Moly Intact GP.
- Barry Baltus hará su debut en Moto2 corriendo para el NTS RW Racing GP.
- Fabio Di Giannantonio correra para el Federal Oil Gresini Moto2, reemplazando a Edgar Pons. Di Giannantonio compitió previamente con el Gresini Racing en Moto3 entre 2015 y 2018.
- Después de tres temporadas con el Pons Racing, Lorenzo Baldassarri deja el equipo para fichar por el MV Agusta Forward Racing. Baldassarri compitió previamente con el Forward Racing entre 2015 y 2017.
- Después de dos temporadas con el MV Agusta Forward Racing, Stefano Manzi deja el equipo para fichar por el Flexbox HP40 tomando el lugar dejado por Lorenzo Baldassarri.
- Albert Arenas, campeón mundial de Moto3 en 2020, hará su debut en Moto2 corriendo para el Aspar Team Moto2.
- Después de dos temporadas con el American Racing, Joe Roberts deja el equipo para fichar por el Italtrans Racing Team.
- Cameron Beaubier pentacampeón del MotoAmerica Superbike Championship hará su debut en Moto2 corriendo para el American Racing.
- Después de dos temporadas con el Onexox TKKR SAG Team, Remy Gardner deja el equipo para fichar por el Red Bull KTM Ajo.
- Celestino Vietti hará su debut en Moto2 corriendo para el SKY Racing Team VR46.
- El campeón del FIM CEV Moto2 European Championship, Yari Montella hará su debut en el Campeonato Mundial de Moto2 con el Speed Up Racing.
- Raúl Fernández asciende a Moto2 con el Red Bull KTM Ajo. Fernández disputó con el Red Bull KTM Ajo la temporada 2020 del Campeonato del Mundo de Moto3.
- Ai Ogura, tercer clasificado en el mundial de Moto3 en 2020, hará su debut en Moto2 corriendo para el IDEMITSU Honda Team Asia.
- Después de solo una temporada con el Aspar Team Moto2, Hafizh Syahrin sin lugar en el equipo fichó por el NTS RW Racing GP.
- Bo Bendsneyder, quien tenía contrato contrato para correr con el EAB Racing Team en el Campeonato Mundial de Supersport, rescindió ese contrató para fichar por el Pertamina Mandalika SAG Team.

## Resultados

### Resultados por Gran Premio
| Ronda | Gran Premio                                         | Pole position   | Vuelta rápida     | Piloto ganador        | Equipo ganador            | Constructor ganador |
| ----- | --------------------------------------------------- | --------------- | ----------------- | --------------------- | ------------------------- | ------------------- |
| 1     | Gran Premio de Catar                                | Sam Lowes       | Remy Gardner      | Sam Lowes             | Elf Marc VDS Racing Team  | Kalex               |
| 2     | Gran Premio de Doha                                 | Sam Lowes       | Sam Lowes         | Sam Lowes             | Elf Marc VDS Racing Team  | Kalex               |
| 3     | Gran Premio de Portugal                             | Sam Lowes       | Raúl Fernández    | Raúl Fernández        | Red Bull KTM Ajo          | Kalex               |
| 4     | Gran Premio de España                               | Remy Gardner    | Sam Lowes         | Fabio Di Giannantonio | Federal Oil Gresini Moto2 | Kalex               |
| 5     | Gran Premio de Francia                              | Raúl Fernández  | Remy Gardner      | Raúl Fernández        | Red Bull KTM Ajo          | Kalex               |
| 6     | Gran Premio de Italia                               | Raúl Fernández  | Sam Lowes         | Remy Gardner          | Red Bull KTM Ajo          | Kalex               |
| 7     | Gran Premio de Cataluña                             | Remy Gardner    | Raúl Fernández    | Remy Gardner          | Red Bull KTM Ajo          | Kalex               |
| 8     | Gran Premio de Alemania                             | Raúl Fernández  | Remy Gardner      | Remy Gardner          | Red Bull KTM Ajo          | Kalex               |
| 9     | Gran Premio de los Países Bajos                     | Raúl Fernández  | Raúl Fernández    | Raúl Fernández        | Red Bull KTM Ajo          | Kalex               |
| 10    | Gran Premio de Estiria                              | Remy Gardner    | Ai Ogura          | Marco Bezzecchi       | SKY Racing Team VR46      | Kalex               |
| 11    | Gran Premio de Austria                              | Sam Lowes       | Somkiat Chantra   | Raúl Fernández        | Red Bull KTM Ajo          | Kalex               |
| 12    | Gran Premio de Gran Bretaña                         | Marco Bezzecchi | Jorge Navarro     | Remy Gardner          | Red Bull KTM Ajo          | Kalex               |
| 13    | Gran Premio de Aragón                               | Sam Lowes       | Raúl Fernández    | Raúl Fernández        | Red Bull KTM Ajo          | Kalex               |
| 14    | Gran Premio de San Marino                           | Raúl Fernández  | Raúl Fernández    | Raúl Fernández        | Red Bull KTM Ajo          | Kalex               |
| 15    | Gran Premio de las Américas                         | Raúl Fernández  | Raúl Fernández    | Raúl Fernández        | Red Bull KTM Ajo          | Kalex               |
| 16    | Gran Premio del Made in Italy e dell'Emilia-Romagna | Sam Lowes       | Augusto Fernández | Sam Lowes             | Elf Marc VDS Racing Team  | Kalex               |
| 17    | Gran Premio de Algarve                              | Raúl Fernández  | Cameron Beaubier  | Remy Gardner          | Red Bull KTM Ajo          | Kalex               |
| 18    | Gran Premio de la Comunidad Valenciana              | Simone Corsi    | Raúl Fernández    | Raúl Fernández        | Red Bull KTM Ajo          | Kalex               |

### Campeonato de pilotos
Sistema de puntuación
Los puntos se reparten entre los quince primeros clasificados en acabar la carrera. 
Sistema de puntuación de 1993 hasta 2022:
| Posición | 1.º | 2.º | 3.º | 4.º | 5.º | 6.º | 7.º | 8.º | 9.º | 10.º | 11.º | 12.º | 13.º | 14.º | 15.º |
| Puntos   | 25  | 20  | 16  | 13  | 11  | 10  | 9   | 8   | 7   | 6    | 5    | 4    | 3    | 2    | 1    |

| Pos. | Piloto                | Moto       | QAT | DOH | POR | ESP | FRA | ITA | CAT | GER | NED | EST | AUT | GBR | ARA | SMR | AME | ERO | ALG | VAL | Ptos. |
| ---- | --------------------- | ---------- | --- | --- | --- | --- | --- | --- | --- | --- | --- | --- | --- | --- | --- | --- | --- | --- | --- | --- | ----- |
| 1    | Remy Gardner          | Kalex      | 2   | 2   | 3   | 4   | 2   | 1   | 1   | 1   | 2   | 4   | 7   | 1   | 2   | 2   | Ret | 7   | 1   | 10  | 311   |
| 2    | Raúl Fernández        | Kalex      | 5   | 3   | 1   | 5   | 1   | 2   | 2   | Ret | 1   | 7   | 1   | Ret | 1   | 1   | 1   | Ret | 2   | 1   | 307   |
| 3    | Marco Bezzecchi       | Kalex      | 4   | 4   | 6   | 2   | 3   | 3   | 4   | 3   | 5   | 1   | 10  | 2   | Ret | 5   | 3   | Ret | 8   | 20  | 214   |
| 4    | Sam Lowes             | Kalex      | 1   | 1   | Ret | 3   | Ret | Ret | 7   | 5   | 4   | 14  | 4   | 4   | Ret | 4   | Ret | 1   | 3   | 7   | 190   |
| 5    | Augusto Fernández     | Kalex      | 14  | 6   | 5   | Ret | Ret | Ret | 5   | Ret | 3   | 3   | 3   | 6   | 3   | 6   | 4   | 2   | 9   | 3   | 174   |
| 6    | Arón Canet            | Boscoscuro | 13  | Ret | 2   | 9   | Ret | 11  | Ret | 2   | Ret | 2   | 8   | 7   | 5   | 3   | 11  | 3   | 4   | 5   | 164   |
| 7    | Fabio Di Giannantonio | Kalex      | 3   | 10  | 11  | 1   | 8   | Ret | Ret | 4   | Ret | 13  | 12  | 5   | 6   | 9   | 2   | 8   | 11  | 2   | 161   |
| 8    | Ai Ogura              | Kalex      | 17  | 5   | Ret | 7   | 7   | 6   | Ret | Ret | 6   | 5   | 2   | 9   | 8   | 7   | 7   | 9   | Ret |     | 120   |
| 9    | Jorge Navarro         | Boscoscuro | 10  | 13  | 22  | 12  | 10  | Ret | 11  | 7   | 7   | 20  | Ret | 3   | 4   | 13  | 12  | 5   | 7   | 8   | 106   |
| 10   | Marcel Schrötter      | Kalex      | 8   | Ret | 10  | 10  | 6   | 5   | 8   | 6   | 9   | 10  | 23  | 13  | 11  | 12  | Ret | 15  | 10  | 9   | 98    |
| 11   | Xavi Vierge           | Kalex      | Ret | 9   | 7   | 6   | Ret | Ret | 3   | Ret | 8   | 9   | 14  | 8   | Ret | 8   | 8   | Ret | Ret | 6   | 93    |
| 12   | Celestino Vietti      | Kalex      | 12  | 7   | Ret | 18  | 19  | 16  | 14  | 15  | 10  | 6   | 6   | 12  | 15  | 10  | Ret | 4   | 6   | 4   | 89    |
| 13   | Joe Roberts           | Kalex      | 6   | Ret | 4   | 8   | Ret | 4   | 10  | Ret | Ret | Ret | 16  | 10  | 13  | 23  | 18  | DNS | 24  | DNS | 59    |
| 14   | Tony Arbolino         | Kalex      | 16  | 11  | 16  | 21  | 4   | 7   | 13  | 16  | Ret | 17  | 13  | 18  | 9   | 15  | 6   | Ret | 20  | 23  | 51    |
| 15   | Cameron Beaubier      | Kalex      | 11  | Ret | 9   | Ret | Ret | 8   | 19  | 10  | 16  | Ret | 20  | Ret | 14  | 21  | 5   | Ret | 5   | 21  | 50    |
| 16   | Bo Bendsneyder        | Kalex      | 9   | 12  | Ret | 14  | 5   | 15  | 6   | 13  | 15  | 23  | 17  | 15  | Ret | 25  | 15  | 12  | 15  | 25  | 46    |
| 17   | Marcos Ramírez        | Kalex      | Ret | WD  | 15  | 11  | 13  | Ret | Ret | 9   | 20  | 19  | Ret | 20  | 12  | 14  | 9   | 10  | 14  | 14  | 39    |
| 18   | Somkiat Chantra       | Kalex      | Ret | 19  | 21  | Ret | 12  | 18  | 9   | 18  | 11  | 8   | 5   | 17  | Ret | Ret | 14  | Ret | DSQ | 19  | 37    |
| 19   | Stefano Manzi         | Kalex      | 19  | 8   | Ret | 13  | Ret | 10  | 24  | 20  | 13  | 18  | 24  | Ret | 18  | 16  | 19  | 6   | 13  | 13  | 36    |
| 20   | Jake Dixon            | Kalex      | 7   | Ret | Ret | DNS | 18  | 14  | 18  | 21  | 18  | 11  | 11  |     |     | 19  | 10  | 13  | Ret | 16  | 30    |
| 21   | Albert Arenas         | Boscoscuro | 21  | 15  | 13  | Ret | 14  | Ret | 12  | 8   | 12  | 15  | Ret | 19  | Ret | 22  | Ret | 11  | Ret | 22  | 28    |
| 22   | Thomas Lüthi          | Kalex      | 15  | Ret | 17  | 19  | Ret | DNS | 15  | 19  | 14  | 16  | 9   | 11  | Ret | 11  | Ret | 14  | 19  | 12  | 27    |
| 23   | Héctor Garzó          | Kalex      | Ret | 16  | 8   | Ret | Ret | 13  | Ret |     | DNS | Ret | 15  | Ret | Ret | 20  | Ret | Ret | 12  | Ret | 16    |
| 24   | Simone Corsi          | MV Agusta  | DNS |     |     | Ret | 9   | Ret | 16  | Ret | 21  | 25  | 19  | 22  | 10  | Ret | 13  | 19  | 17  | DNS | 16    |
| 25   | Fermín Aldeguer       | Boscoscuro |     |     |     |     |     | 12  |     | Ret |     |     |     | 16  | 7   |     | 21  | 16  | 16  | 17  | 13    |
| 26   | Nicolò Bulega         | Kalex      | 22  | 17  | Ret | Ret | 11  | DNS | 17  | 11  | 19  | 22  | 22  | 14  | Ret | 17  | DNS | 18  | 22  | 24  | 12    |
| 27   | Lorenzo Dalla Porta   | Kalex      | 18  | 14  | 12  | 16  | DSQ | Ret | Ret | Ret | Ret | 12  | Ret | DNS | Ret | Ret |     |     |     |     | 10    |
| 28   | Hafizh Syahrin        | NTS        | Ret | 21  | 18  | 17  | 15  | 9   | 20  | 17  | 23  | Ret | 18  | 21  | 19  | 18  | 20  |     | 18  | 15  | 9     |
| 29   | Tetsuta Nagashima     | Kalex      |     |     |     |     |     |     |     |     |     |     |     |     |     |     | 16  |     | 21  | 11  | 5     |
| 30   | Alonso López          | Boscoscuro |     |     |     |     | Ret |     | 21  |     | 17  |     |     |     |     |     |     |     |     |     | 4     |
| 30   | Alonso López          | Kalex      |     |     |     |     |     |     |     | 12  |     |     |     |     |     |     |     |     |     |     | 4     |
| 31   | Lorenzo Baldassarri   | MV Agusta  | Ret | 20  | 14  | 15  | 17  | Ret | 23  | Ret |     | 21  | DNS | Ret |     | 24  | 22  | 20  | Ret | DNS | 3     |
| 32   | Barry Baltus          | NTS        | DNS |     |     |     | 16  | 17  | 22  | 14  | 24  | Ret | Ret | 23  | 16  | Ret | 17  | 17  | 23  | 18  | 2     |
| 33   | Manuel González       | MV Agusta  |     |     |     |     |     |     |     |     | 22  |     |     |     | 17  |     |     |     |     |     | 0     |
| 34   | Yari Montella         | Boscoscuro | 20  | 18  | Ret | 20  | WD  |     |     |     |     | 24  | Ret |     |     | Ret |     |     |     |     | 0     |
| 35   | Tommaso Marcon        | MV Agusta  |     | Ret |     | 23  | 20  | 19  |     |     |     |     |     |     |     |     |     |     |     |     | 0     |
| 35   | Tommaso Marcon        | NTS        |     |     |     |     |     |     |     |     |     |     |     |     |     |     |     | Ret |     |     | 0     |
| 36   | Miquel Pons           | MV Agusta  |     |     | 19  |     |     |     |     |     |     |     |     |     |     |     |     |     |     |     | 0     |
| 37   | John McPhee           | Kalex      |     |     |     |     |     |     |     |     |     |     |     |     | 20  |     |     |     |     |     | 0     |
| 38   | Fraser Rogers         | NTS        |     |     | 20  |     |     |     |     |     |     |     |     |     |     |     |     |     |     |     | 0     |
| 39   | Taiga Hada            | NTS        |     |     |     | 22  |     |     |     |     |     |     |     |     |     |     |     |     |     |     | 0     |
| 39   | Taiga Hada            | Kalex      |     |     |     |     |     |     |     |     |     |     | 21  |     |     |     |     |     |     |     | 0     |
| 40   | Xavier Cardelús       | Kalex      |     |     |     |     |     |     |     |     |     |     |     |     | 21  |     |     |     |     |     | 0     |
| 41   | Piotr Biesiekirski    | Kalex      |     |     |     |     |     |     | 25  |     |     |     |     |     | Ret |     |     |     | 25  |     | 0     |
| 42   | Keminth Kubo          | Kalex      |     |     |     |     |     |     | 26  |     |     |     |     |     |     |     |     |     |     |     | 0     |
|      | Dimas Ekky Pratama    | Kalex      |     |     |     |     |     |     |     |     |     |     |     |     |     |     |     |     |     | Ret | 0     |
|      | Mattia Casadei        | Kalex      |     |     |     |     |     |     |     |     |     |     |     |     |     |     |     | Ret |     |     | 0     |
|      | Adam Norrodin         | Kalex      |     |     |     |     |     |     |     |     |     |     |     | Ret |     |     |     |     |     |     | 0     |
| Pos. | Piloto                | Moto       | QAT | DOH | POR | ESP | FRA | ITA | CAT | GER | NED | EST | AUT | GBR | ARA | SMR | AME | ERO | ALG | VAL | Ptos. |

| Color     | Resultado                                                               |
| --------- | ----------------------------------------------------------------------- |
| Oro       | Ganador                                                                 |
| Plata     | 2.ª plaza                                                               |
| Bronce    | 3.ª plaza                                                               |
| Verde     | Finalizó en los puntos                                                  |
| Azul      | Finalizó sin puntos                                                     |
| Azul      | NC - No clasificado                                                     |
| Violeta   | Ret - No terminó (Carrera)                                              |
| Rojo      | DNQ - No se clasificó                                                   |
| Negro     | DSQ - Descalificado                                                     |
| Blanco    | DNS - No empezó (carrera)                                               |
| Blanco    | WD - Retirado (fin de semana)                                           |
| Blanco    | C - Carrera cancelada                                                   |
| Sin color | DNP - Inscrito pero no participó                                        |
| Sin color | INJ - Lesionado                                                         |
| Sin color | EX - Excluido                                                           |
| Estado    | Resultado                                                               |
| Negrita   | Pole position                                                           |
| Cursiva   | Vuelta rápida                                                           |
| †         | Abandona, pero clasifica al completar el porcentaje requerido para ello |

### Campeonato de Constructores
| Pos. | Constructor | QAT | DOH | POR | ESP | FRA | ITA | CAT | GER | NED | EST | AUT | GBR | ARA | SMR | AME | ERO | ALG | VAL | Ptos. |
| ---- | ----------- | --- | --- | --- | --- | --- | --- | --- | --- | --- | --- | --- | --- | --- | --- | --- | --- | --- | --- | ----- |
| 1    | Kalex       | 1   | 1   | 1   | 1   | 1   | 1   | 1   | 1   | 1   | 1   | 1   | 1   | 1   | 1   | 1   | 1   | 1   | 1   | 450   |
| 2    | Boscoscuro  | 10  | 13  | 2   | 9   | 10  | 11  | 11  | 2   | 7   | 2   | 8   | 3   | 4   | 3   | 11  | 3   | 4   | 5   | 199   |
| 3    | MV Agusta   | Ret | 20  | 14  | 15  | 9   | 19  | 16  | Ret | 21  | 21  | 19  | 22  | 10  | 24  | 13  | 19  | 17  | DNS | 19    |
| 4    | NTS         | Ret | 21  | 18  | 17  | 15  | 9   | 20  | 14  | 23  | Ret | 18  | 21  | 16  | 18  | 17  | 17  | 18  | 15  | 11    |
| Pos. | Constructor | QAT | DOH | POR | ESP | FRA | ITA | CAT | GER | NED | EST | AUT | GBR | ARA | SMR | AME | ERO | ALG | VAL | Ptos. |

### Campeonato de Equipos
| Pos | Equipo                       | N.º. Moto | QAT | DOH | POR | ESP | FRA | ITA | CAT | GER | NED | EST | AUT | GBR | ARA | SMR | AME | ERO | ALG | VAL | Pts |
| --- | ---------------------------- | --------- | --- | --- | --- | --- | --- | --- | --- | --- | --- | --- | --- | --- | --- | --- | --- | --- | --- | --- | --- |
| 1   | Red Bull KTM Ajo             | 25        | 5   | 3   | 1   | 5   | 1   | 2   | 2   | Ret | 1   | 7   | 1   | Ret | 1   | 1   | 1   | Ret | 2   | 1   | 618 |
| 1   | Red Bull KTM Ajo             | 87        | 2   | 2   | 3   | 4   | 2   | 1   | 1   | 1   | 2   | 4   | 7   | 1   | 2   | 2   | Ret | 7   | 1   | 10  | 618 |
| 2   | Elf Marc VDS Racing Team     | 22        | 1   | 1   | Ret | 3   | Ret | Ret | 7   | 5   | 4   | 14  | 4   | 4   | Ret | 4   | Ret | 1   | 3   | 7   | 364 |
| 2   | Elf Marc VDS Racing Team     | 37        | 14  | 6   | 5   | Ret | Ret | Ret | 5   | Ret | 3   | 3   | 3   | 6   | 3   | 6   | 4   | 2   | 9   | 3   | 364 |
| 3   | SKY Racing Team VR46         | 13        | 12  | 7   | Ret | 18  | 19  | 16  | 13  | 15  | 10  | 6   | 6   | 12  | 15  | 10  | Ret | 4   | 6   | 4   | 303 |
| 3   | SKY Racing Team VR46         | 72        | 4   | 4   | 6   | 2   | 3   | 3   | 4   | 3   | 5   | 1   | 10  | 2   | Ret | 5   | 3   | Ret | 8   | 20  | 303 |
| 4   | Inde Aspar Team              | 44        | 13  | Ret | 2   | 9   | Ret | 11  | Ret | 2   | Ret | 2   | 8   | 7   | 5   | 3   | 11  | 3   | 4   | 5   | 192 |
| 4   | Inde Aspar Team              | 75        | 21  | 15  | 13  | Ret | 14  | Ret | 12  | 8   | 12  | 15  | Ret | 19  | Ret | 22  | Ret | 11  | Ret | 22  | 192 |
| 5   | Federal Oil Gresini Moto2    | 11        | 22  | 17  | Ret | Ret | 11  | DNS | 17  | 11  | 19  | 22  | 22  | 14  | Ret | 17  | DNS | 18  | 22  | 24  | 173 |
| 5   | Federal Oil Gresini Moto2    | 21        | 3   | 10  | 11  | 1   | 8   | Ret | Ret | 4   | Ret | 13  | 12  | 5   | 6   | 9   | 2   | 8   | 11  | 2   | 173 |
| 6   | IDEMITSU Honda Team Asia     | 35        | Ret | 19  | 21  | Ret | 12  | 18  | 9   | 18  | 11  | 8   | 5   | 17  | Ret | Ret | 14  | Ret | DSQ | 19  | 157 |
| 6   | IDEMITSU Honda Team Asia     | 79        | 17  | 5   | Ret | 7   | 7   | 6   | Ret | Ret | 6   | 5   | 2   | 9   | 8   | 7   | 7   | 9   | Ret |     | 157 |
| 7   | Liqui Moly Intact GP         | 14        | 16  | 11  | 16  | 21  | 4   | 7   | 13  | 16  | Ret | 17  | 13  | 18  | 9   | 15  | 6   | Ret | 20  | 23  | 149 |
| 7   | Liqui Moly Intact GP         | 23        | 8   | Ret | 10  | 10  | 6   | 5   | 8   | 6   | 9   | 10  | 23  | 13  | 11  | 12  | Ret | 15  | 10  | 9   | 149 |
| 8   | Petronas Sprinta Racing      | 17        |     |     |     |     |     |     |     |     |     |     |     |     | 20  |     |     |     |     |     | 123 |
| 8   | Petronas Sprinta Racing      | 77        |     |     |     |     |     |     |     |     |     |     |     | Ret |     |     |     |     |     |     | 123 |
| 8   | Petronas Sprinta Racing      | 96        | 7   | Ret | Ret | DNS | 18  | 14  | 18  | 21  | 18  | 11  | 11  |     |     | 19  | 10  | 13  | Ret | 16  | 123 |
| 8   | Petronas Sprinta Racing      | 97        | Ret | 9   | 7   | 6   | Ret | Ret | 3   | Ret | 8   | 9   | 14  | 8   | Ret | 8   | 8   | Ret | Ret | 6   | 123 |
| 9   | Termozeta Speed Up           | 2         |     |     |     |     | Ret |     | 21  |     | 17  |     |     |     |     |     |     |     |     |     | 119 |
| 9   | Termozeta Speed Up           | 5         | 20  | 18  | Ret | 20  | WD  |     |     |     |     | 24  | Ret |     |     | Ret |     |     |     |     | 119 |
| 9   | Termozeta Speed Up           | 9         | 10  | 13  | 22  | 12  | 10  | Ret | 11  | 7   | 7   | 20  | Ret | 3   | 4   | 13  | 12  | 5   | 7   | 8   | 119 |
| 9   | Termozeta Speed Up           | 54        |     |     |     |     |     | 12  |     | Ret |     |     |     | 16  | 7   |     | 21  | 16  | 16  | 17  | 119 |
| 10  | American Racing              | 6         | 11  | Ret | 9   | Ret | Ret | 8   | 19  | 10  | 16  | Ret | 20  | Ret | 14  | 21  | 5   | Ret | 5   | 21  | 89  |
| 10  | American Racing              | 42        | Ret | WD  | 15  | 11  | 13  | Ret | Ret | 9   | 20  | 19  | Ret | 20  | 12  | 14  | 9   | 10  | 14  | 14  | 89  |
| 11  | Italtrans Racing Team        | 16        | 6   | Ret | 4   | 8   | Ret | 4   | 10  | Ret | Ret | Ret | 16  | 10  | 13  | 23  | 18  | DNS | 24  | DNS | 74  |
| 11  | Italtrans Racing Team        | 19        | 18  | 14  | 12  | 16  | DSQ | Ret | Ret | Ret | Ret | 12  | Ret | DNS | Ret | Ret |     |     |     |     | 74  |
| 11  | Italtrans Racing Team        | 27        |     |     |     |     |     |     |     |     |     |     |     |     |     |     |     | Ret |     |     | 74  |
| 11  | Italtrans Racing Team        | 45        |     |     |     |     |     |     |     |     |     |     |     |     |     |     | 16  |     | 21  | 11  | 74  |
| 12  | Pertamina Mandalika SAG Team | 12        | 15  | Ret | 17  | 19  | Ret | DNS | 15  | 19  | 14  | 16  | 9   | 11  | Ret | 11  | Ret | 14  | 19  | 12  | 73  |
| 12  | Pertamina Mandalika SAG Team | 64        | 9   | 12  | Ret | 14  | 5   | 15  | 6   | 13  | 15  | 23  | 17  | 15  | Ret | 25  | 15  | 12  | 15  | 25  | 73  |
| 13  | Flexbox HP40                 | 2         |     |     |     |     |     |     |     | 12  |     |     |     |     |     |     |     |     |     |     | 56  |
| 13  | Flexbox HP40                 | 40        | Ret | 16  | 8   | Ret | Ret | 13  | Ret |     | DNS | Ret | 15  | Ret | Ret | 20  | Ret | Ret | 12  | Ret | 56  |
| 13  | Flexbox HP40                 | 62        | 19  | 8   | Ret | 13  | Ret | 10  | 24  | 20  | 13  | 18  | 24  | Ret | 18  | 16  | 19  | 6   | 13  | 13  | 56  |
| 14  | MV Agusta Forward Racing     | 7         | Ret | 20  | 14  | 15  | 17  | Ret | 23  | Ret |     | 21  | DNS | Ret |     | 24  | 22  | 20  | Ret | DNS | 19  |
| 14  | MV Agusta Forward Racing     | 10        |     | Ret |     |     |     |     |     |     |     |     |     |     |     |     |     |     |     |     | 19  |
| 14  | MV Agusta Forward Racing     | 18        |     |     |     |     |     |     |     |     | 22  |     |     |     | 17  |     |     |     |     |     | 19  |
| 14  | MV Agusta Forward Racing     | 24        | DNS |     |     | Ret | 9   | Ret | 16  | Ret | 21  | 25  | 19  | 22  | 10  | Ret | 13  | 19  | 17  | DNS | 19  |
| 14  | MV Agusta Forward Racing     | 77        |     |     | 19  |     |     |     |     |     |     |     |     |     |     |     |     |     |     |     | 19  |
| 15  | NTS RW Racing GP             | 10        |     |     |     |     |     |     |     |     |     |     |     |     |     |     |     | Ret |     |     | 11  |
| 15  | NTS RW Racing GP             | 32        |     |     |     | 22  |     |     |     |     |     |     |     |     |     |     |     |     |     |     | 11  |
| 15  | NTS RW Racing GP             | 55        | Ret | 21  | 18  | 17  | 15  | 9   | 20  | 17  | 23  | Ret | 18  | 21  | 19  | 18  | 20  |     | 18  | 15  | 11  |
| 15  | NTS RW Racing GP             | 70        | DNS |     |     |     | 16  | 17  | 22  | 14  | 24  | Ret | Ret | 23  | 16  | Ret | 17  | 17  | 23  | 18  | 11  |
| 15  | NTS RW Racing GP             | 89        |     |     | 20  |     |     |     |     |     |     |     |     |     |     |     |     |     |     |     | 11  |
| Pos | Equipo                       | N.º. Moto | QAT | DOH | POR | ESP | FRA | ITA | CAT | GER | NED | EST | AUT | GBR | ARA | SMR | AME | ERO | ALG | VAL | Pts |